# Cobalos franciscana
Cobalos franciscana là một loài bướm đêm trong họ Noctuidae.